# Воля (фільм)
Воля (англ. The Will) — майбутній український пригодницько фантастичний дизельпанківський бойовик. Сюжет кінострічки буде лише частково базуватися на однойменному українському коміксі, але головні персонажі будуть узяті з нього.

## Виробництво

### Підготовка до виробництва
У 2018 році творці фільму брали участь у патріотичному пітчингу на держпідтримку створення фільмів від Мінкульту. Відповідно у 2018 році фільм став одним із переможців конкурсу Міністерства культури України з надання державної підтримки фільмам патріотичного спрямування; у документах творців до мінкульту загальний кошторис фільму був зазначений у розмірі 76,6 млн. ₴, з них у Мінкульту просили 61,2 млн. ₴ Але через декілька місяців, у січні 2019 року стало відомо що з незрозумілих причин виробники фільму відмовилися від грошей Мінкульту.
У травні 2019 року творці повідомляли в інтерв'ю «Радіо свобода» що від Мінкульту вони не отримали ту кількість коштів, на яку сподівалися й тому вони вирішили брати участь у іншому пітчингу на держпідтримку створення фільмів — від Держкіно Перед пітчингом Держкіно наприкінці 2018 року, один з творців коміксу Денис Фадєєв заявив що умовою Мінкульту було щоб фільми знімалися українською в оригіналі (а не дублювалися в постпродакшині), але творці фільму бачать для нього гарні перспективи в міжнародному прокаті й відтак хотіли б зняти фільм англійською й тому можливо будуть подаватися на пітчинг Держкіно з англомовною версією (та дубляжем українською в постпродакшині).
Не зважаючи на заяви творців, у травні 2019 року проєкту «Воля» не було серед фільмів, що претендували на фінансування держави на 11-му пітчингу Держкіно.